# Flakpanzer I
Flakpanzer I (2cm Flak 38 auf Panzerkampfwagen I Ausführung A) byl první „protiletadlový“ tank. Byl vyroben v roce 1941. Na podvozek z tanku PzKpfw I byl umístěn protiletadlový kanón Flak 38. Ochrana posádky byla minimální a kvůli těžkému kanónu bylo vozidlo náchylné k častým poruchám. Všech 24 kusů bylo nasazeno na východní frontě, kde byla vozidla také zničena. Poslední Flakpanzer I byl pravděpodobně zničen u Stalingradu v roce 1943. 

## Posádka
Posádku tvořili 4 muži. Řidič a velitel měli své místo uvnitř vozidla.
- Řidič
- Velitel
- Dva muži obsluhovali kanón